# سرسپرده
سرسپرده فیلمی به کارگردانی ایرج قادری، نویسندگی سعید مطلبی و ایرج گنجی‌زاده و تهیه‌کنندگی ایرج گنجی‌زاده محصول سال ۱۳۵۶ است.

## خلاصه فیلم
کمال یکتا، صاحب شرکت حمل و نقل بار بین تهران و استانبول، در استانبول با خواننده‌ای به نام امل آشنا می‌شود و او را از مادرش خواستگاری می‌کند. از یک طرف حجت، صاحب کاباره‌ای که امل در آن برنامه اجرا می‌کند، و از طرف دیگر شریکش محمود چشم به دنبال امل دارند. محمود در لابلای اجناس درون انبارشان مقداری هروئین می‌گذارد. کمال به تهران می‌گریزد و محمود در نزد پلیس او را مقصر معرفی می‌کند. امل برای اجرای کنسرت عازم تهران می‌شود.

## نسخه زبان ترکی
این فیلم در ترکیه و در دوران یشیل‌چام با زبان ترکی ساخته شده است. نام نسخه ترکیه‌ای خاطرات تلخ (به ترکی استانبولی: Acı Hatıralar) است. در ایران به فارسی دوبله شده و تیتراژ فارسی به اول آن اضافه شده است.  تهیه کننده ترکیه‌ای فیلم در سال ۲۰۱۸ فیلم را به صورت دیجیتال ترمیم کرده و در اینترنت قرار داده است. با وقوع انقلاب ۵۷ در ایران دوران سینمای فیلم فارسی و با کودتای نظامی سال ۱۹۸۰ در ترکیه دوران یشیل‌چام پایان یافت.